# Posel z Prahy
Posel z Prahy byl český časopis vydávaný v letech 1857–1883 nakladatelem Františkem Šimáčkem.

## Historie
Časopis, později deník Posel z Prahy v roce 1857 založil a do roku 1862 i redigoval František Šimáček, zpočátku pod svým pseudonymem Vojtěch Bělák. V letech 1863–1883 pak Posla z Prahy řídili různí redaktoři, Šimáček ale zůstával jeho vlastníkem.
List s podtitulem Spis užitečný, zábavně poučný, pro město i ves a s nakladatelskou podporou Josefa Vilímka zpočátku vycházel desetkrát ročně, v pětitýdenních lhůtách, a formálně byl vydáván jako mnohadílná kniha (pět čísel tvořilo jeden díl knihy), aby nebylo nutné žádat o úřední povolení, potřebné pro periodické noviny. Věnoval se osvětě, historii slovanských národů (zejména českého), zpravodajství z Prahy, hospodářským, kulturním a politickým otázkám. Například 4.1.1858 otiskl Posel z Prahy nekrolog Boženy Němcové od J. Franty Šumavského a v následujícím čísle její povídku. V čísle z 30.11.1858 byla obšírně popsána slavnost odhalení pomníku J. V. Radeckého. Roku 1859 zde uveřejnila Karolina Světlá svoji první ještědskou povídku Lesní panna, Sefka.)

Od 25. 11. 1868 do 15. 6. 1869 časopis vycházel pod názvem Občan, pak je znovu užíván název Posel z Prahy.
 V letech 1869 až 1879 vycházel třikrát týdně a jako vedoucí redaktoři se střídali:
- Václav Nedvídek (1869–1870)
- Josef Sellner (1871-1874 a 1875–1876)
- Josef Kummer (1874–1875)
- Pavel Šulc (1876–1878
- František Sudík (1878–1878 a 1879)
- František Petříček (1878–1879)

12. července 1879 oznamuje Šimáček v úvodníku Posla z Prahy, že "...postižen katastrofou rodinnou... se na nějaký čas... vzdává řízení listu..." a předává ho do rukou družstva svých přátel. Od následujícího čísla roku 1879 až do roku 1883 se tedy název změnil na České noviny s podtitulem dříve Posel z Prahy a řízení listu se ujalo Družstvo politických přátel Českých novin; František Šimáček je ovšem až ukončení vydávání v roce 1883 nadále uváděn jako majitel.
Vedoucím redaktorem Českých novin (Posel z Prahy) byl v této poslední etapě František Sudík. Ukončení vydávání Českých novin (Posla z Prahy) pak majitel František Šimáček oznamuje v posledním čísle roku 1883.
Posel z Prahy byl v letech 1870–1875 také název Šimáčkova vydavatelství.

## Časopisy se shodným nebo podobným názvem
- Pražský posel byla od r. 1801 příloha Krameriových c.k. vlasteneckých novin.[11]
- Pražský posel vydával v letech 1846–1852 Jaroslav Pospíšil. Od března 1846 do dubna 1849 jej redigoval Josef Kajetán Tyl.[12]
- Posel z Prahy: Kalendář historický a politický na obyčejný rok vydával Ignác Leopold Kober, Praha, 1861–1877.[13]
- Stejný název Posel z Prahy užíval od roku 1888 časopis, který byl (soudě podle obsahu) vydáván pro zahraniční krajany (v češtině) v USA v Nebrasce (Prague, Nebraska).[14]

Pod podobným názvem vycházela v 19. století ještě tato periodika:
- Nový kalendář katolický čili Poutník z Prahy (vydával Bedřich Stýblo, Praha, 1851–1864)
- Posel z východních Čech (vydával Josef Benoni, Chrudim, 1873–1885)
- Posel ze Sušice (vydával L. Donath, Sušice, 1879–1891)
- Posel z Podhoří (vydával Karel Rathouský, Rychnov nad Kněžnou, 1886–1945)

Také název České noviny je po roce 1883 užíván jinými vydavateli.

## Tradovaný omyl
Na mnoha webových stránkách se uvádí, že Josef Kajetán Tyl (1808–1856), redigoval Posla z Prahy. Jedná se o záměnu s titulem Pražský posel.